# World Doubles Championships 1977 - Doppio
Il doppio del torneo di tennis World Doubles Championships 1977, facente parte del WTA Tour 1977, ha avuto come vincitrici Martina Navrátilová e Betty Stöve che hanno battuto in finale Françoise Dürr e Virginia Wade con il punteggio di 7–5, 6–3.

## Tabellone

### Legenda
| - Q = Qualificato - WC = Wild card - LL = Lucky loser | - ALT = Alternate - SE = Special Exempt - PR = Protected Ranking | - w/o = Walkover - r = Ritirato - d = Squalificato |

|  | Semifinali                      | Semifinali                      | Semifinali                      | Semifinali | Semifinali |  |  | Finale                          | Finale                          | Finale                          | Finale | Finale |  |
|  |                                 |                                 |                                 |            |            |  |  |                                 |                                 |                                 |        |        |  |
|  | Martina Navrátilová Betty Stöve | Martina Navrátilová Betty Stöve | Martina Navrátilová Betty Stöve | 7          | 7          |  |  |                                 |                                 |                                 |        |        |  |
|  | Rosie Casals Billie Jean King   | Rosie Casals Billie Jean King   | Rosie Casals Billie Jean King   | 6          | 6          |  |  | Martina Navrátilová Betty Stöve | Martina Navrátilová Betty Stöve | Martina Navrátilová Betty Stöve | 7      | 6      |  |
|  | Françoise Dürr Virginia Wade    | Françoise Dürr Virginia Wade    | Françoise Dürr Virginia Wade    | 6          | 6          |  |  | Françoise Dürr Virginia Wade    | Françoise Dürr Virginia Wade    | Françoise Dürr Virginia Wade    | 5      | 3      |  |
|  | Mima Jaušovec Virginia Ruzici   | Mima Jaušovec Virginia Ruzici   | Mima Jaušovec Virginia Ruzici   | 3          | 3          |  |  |                                 |                                 |                                 |        |        |  |